# Hastings (Nebraska)
Pour les articles homonymes, voir Hastings.
La ville de Hastings est le siège du comté d’Adams, dans l’État du Nebraska, aux États-Unis. Sa population s’élevait à 24 907 habitants lors du recensement de 2010, estimée à 24 991 habitants en 2016.
La ville se trouve au sud de la rivière Platte, à 30 km au sud de l'Interstate 80. C'est un nœud ferroviaire.

## À noter
La boisson Kool-Aid a été inventée à Hastings. La ville est célèbre pour sa fontaine Fisher Fountain et pour avoir abrité le plus gros dépôt de munitions de la marine américaine pendant la Seconde Guerre mondiale. C'est le siège de l'université Hastings College.

## Personnalités liées à la ville
- Neal Hefti, compositeur, est né à Hastings.
- Sandy Dennis, actrice, est née à Hastings.
- Sheila Hicks, artiste, est née à Hastings.